# Бо, Эрнест
Эрнест Генрих Бо (фр. Ernest Henri Beaux, 25 ноября 1881 по юлианскому календарю, Москва — 9 июня 1961, Париж) — российский парфюмер, создавший знаменитые альдегидные духи Chanel No. 5, которые принесли ему славу. Кроме этого у Chanel есть ещё ряд ароматов, созданных Эрнестом Бо. Это Bois des Iles, Cuir de Russie, Gardenia и Chanel No.22. Также парфюмер сотрудничал с домом Bourjois. Ему принадлежат ароматы Kobako и Soir de Paris.

## Биография
Эрнест Генрих Бо родился 25 ноября (7 декабря) 1881 года в Москве в семье негоцианта Эдуарда Ипполита Бо (1835—1899) и его второй жены Марии Луизы Вильгельмины (1843—1906), урождённой Мисфельд, крещён 5 декабря 1882 года в московском храме Святого Людовика Французского. Его сводный брат Эдуард Франсуа Бо (1862-?) работал на крупнейшую российскую косметическую фирму, поставщика Императорского Двора Alphonse Rallet & Co., которая в 1898 году была приобретена грасской фирмой Léon Chiris
В 1898—1900 годах Эрнест Бо работает лаборантом на фабрике по производству мыла Alphonse Rallet & Co., затем два года служит во французской армии. В 1902 году он возвращается в Москву и начинает учиться профессии парфюмера на предприятиях фирмы Rallet. В 1907 году, по окончании обучения, он занимает должность старшего парфюмера.
В 1908 году регистрирует собственную торговую компанию «Эрнст Бо и К°» для продажи товаров фабрики «Эскулап и Меркурий», просуществовавшую как минимум до 1915 года. Первый успех приходит в 1912 году с созданием одеколона Bouquet de Napoleon. Ему следуют через год дамские духи Bouquet de Catherine, названные так в память о Екатерине Великой и в честь трёхсотлетия династии Романовых.
В годы Первой мировой и Гражданской войны (1914—1919) Эрнест Бо находится на военной службе. Командовал на Северном фронте отрядом добровольцев на стороне белых, который взял Онегу. В 1919 году посещал лагерь военнопленных красноармейцев на острове Мудьюг в Белом море, близ Архангельска (этот период его жизни упоминается в документальном фильме корреспондента BBC Люси Эш «Когда Британия вторглась в Россию», там приводится цитата из книги Павла Рассказова «Записки заключенного»: «Агентом контрразведки, как учреждения пыток, застенков и бесчеловечного мучения людей был лейтенант Бо. Бывший крупный московский коммерсант, среднего роста, толстый, с круглой бритой обрюзгшей физиономией, напоминающей бульдога, с широкой инициативой в проявлении зверств, Бо был типичным жандармом и охранником. Под его „отеческим попечением“ находился лагерь военнопленных на острове Мудьюге (Мудьюгский концентрационный лагерь)»). В конце 1919 года эмигрирует во Францию, в город Ла-Боска, где на предприятии фирмы Chiris работали многие бывшие российские сотрудники из Alphonse Rallet & Co. Здесь Эрнест Бо разрабатывает для Chiris формулу духов Rallet № 1.
Так как в фирме Chiris Бо видел лишь ограниченные возможности для развития своего таланта, то в 1920 году он при посредничестве великого князя Дмитрия Павловича знакомится в соседнем Канне с модельером Коко Шанель. Из презентованной Шанель серии Rallet № 1 она выбрала 5-й номер и, из изготовленных в 1921 году первых 100 пробных флаконов Chanel No. 5 все до единого отправила в виде рождественского подарка светским знаменитостям и законодателям моды. На самом деле существуют несколько историй возникновения аромата Chanel No. 5, но в каждой из них так или иначе присутствует Эрнест Бо. В 1922 году Бо покидает фирму Chiris и уезжает в Париж, где руководит парфюмерным предприятием одного из своих друзей Eugene Charabot. В 1924 году владельцы торгового концерна Galeries Lafayette Bader и Wertheimer приобретают права на Chanel No. 5 и основывают фирму Parfums Chanel, которую в качестве главного парфюмера возглавляет Эрнест Бо. Весной 1926 года принял на работу русского парфюмера Константина Веригина (1898—1982).

Тридцать лет моей жизни связаны с Эрнестом Бо. Он был для меня и почитаемым учителем, и близким другом. Тридцать лет я учился и работал возле него, творил и пересматривал сделанное; его манера понимать искусство парфюмерии оставила во мне глубокий отпечаток… Часто с увлечением рассказывал он мне об этом периоде своей жизни. Говорил прекрасным русским языком, который, как коренной москвич, знал в совершенстве. Даже будучи патриотом Франции, он сумел сохранить на всю жизнь пламенную любовь к императорской России своего детства и юности. Любил он русское великодушие и гостеприимство, русскую природу и литературу, музыку, театр, манеру видеть мир и передавать его красоту. Влияние русского балета также сказалось на его творчестве— Веригин К. М. Благоуханность. Воспоминания парфюмера. Великий парфюмер Эрнест Бо // Industrie de la Parfumerie. — Октябрь 1946.
После Второй мировой войны Эрнест Бо, поддерживаемый руководством Galeries Lafayette, успешно боролся с Коко Шанель за восстановление своих прав на духи номинации Chanel. В должности главного парфюмера Perfumes Chanel Эрнест Бо создал множество известных духов, пока не вышел на пенсию в 1954 году; его преемником на посту главного парфюмера Perfumes Chanel стал Анри Робер (Henri Robert).
Масон, посвящён в русской парижской ложе «Северная звезда» Великого востока Франции в 1929 году, затем стал основателем и казначеем ложи «Свободная Россия».
Коллекционер русского фарфора и французских вин. Мемуарист.
Эрнест Бо умер в своих апартаментах в Париже 9 июня 1961 года в возрасте 79 лет. Похоронен в приходской церкви Нотр Дам де Грасс де Пасси, департамент Приморские Альпы.

## Семья
Первая жена — Ираида де Шенейх Iraide de Schoenaich (1881—1961). Состояла в браке с Эрнестом Бо с 1912 года. Во время Гражданской войны в России Ираида бежала из России через Финляндию со своим маленьким сыном Эдуардом. Они добрались до Франции морем после опасного двухмесячного путешествия, во время которого Ираида влюбилась в другого мужчину. Эрнест развелся с ней и взял на себя опеку над их сыном.
- Сын — Эдуард (1913—1993), был переводчиком, и так же, как и отец, парфюмером и масоном.

Вторая жена — Ивонна Жиродо Yvonne Girodon (1893—1980).
- Дочь — Мадлен

## Созданные ароматы
| - «Bouquet de Napoleon» (1912) - «Bouquet de Catherine» (1913) - «Rallet Nº 1» (1914) - «Rallet Le Gardenia» (1920) - «Chanel No. 5» (1921) - «Chanel Nº 22» (1922/1926) - «Cuir de Russie» (1924) | - «Gardénia» (1925) - «Bois des Îles» (1926) - «Soir de Paris» (1929) - «Kobako» (1936) - «Mademoiselle Chanel Nº 1» (1946) - «Mademoiselle Chanel Nº 2» (1946) - «Premier Muguet» (1955) |